# Jenne Smit
Jenne Smit (Nieuw-Buinen, 24 maart 1926 - Sellingen, 27 december 2005) was een Nederlands profvoetballer. Hij speelde voor Sportclub Venlo '54, VVV, Be Quick en Enschedese Boys.

## Carrière
Smit begon zijn voetbalcarrière als jeugdspeler bij de plaatselijke voetbalvereniging Nieuw-Buinen. De snelle linksbuiten werd geselecteerd voor het Noordelijke  amateurelftal en kwam zo in beeld bij Sportclub Venlo '54 dat in 1954 een van de tien clubs was die van start gingen in de eerste Nederlandse profcompetitie van de NBVB. Hij geldt als de eerste Noordelijke full-prof. In de NBVB-competitie was geen club uit de Noordelijke provincies vertegenwoordigd.
Na het samengaan van NBVB en KNVB werd hij overgenomen door VVV. 
In 1955 keerde Smit naar het Noorden terug. Samen met ploeggenoot Gerrit Akkermans werd de linkeraanvaller aangetrokken door het Groningse Be Quick dat inmiddels ook was toegetreden tot het betaalde voetbal. Twee jaar later stapte hij over naar tweede-divisionist Enschedese Boys. Na twee seizoen beëindigde Smit daar zijn profloopbaan en keerde terug naar Nieuw-Buinen.

## Statistieken
| Seizoen         | Club            | Land            | Competitie      | Wedstrijden | Goals |
| --------------- | --------------- | --------------- | --------------- | ----------- | ----- |
| 1954            | Venlo '54       | Nederland       | NBVB            | 2           | 0     |
| 1954/55         | VVV             | Nederland       | Eerste klasse D | 15          | 2     |
| 1955/56         | Be Quick        | Nederland       | Eerste klasse B | ??          | 8     |
| 1956/57         | Be Quick        | Nederland       | Tweede divisie  | ??          | 8     |
| 1957/58         | Enschedese Boys | Nederland       | Tweede divisie  | ??          | 3     |
| 1958/59         | Enschedese Boys | Nederland       | Tweede divisie  | ??          | 0     |
| Carrière totaal | Carrière totaal | Carrière totaal | Carrière totaal | ??          | 19    |